# 中日本興業
中日本興業株式会社（なかにほんこうぎょう、英: Nakanihon KOGYO Co., Ltd.）は、愛知県名古屋市中村区に本社を置く映画興行会社。同県同市にある映画館「ミッドランドスクエア シネマ」及び「 - シネマ2」（MIDLAND SQUARE CINEMA）、同県西春日井郡にある「ミッドランドシネマ名古屋空港」（midland CINEMA）などを運営している。名古屋証券取引所メイン市場単独上場銘柄である。

## 沿革
- 1954年（昭和29年）7月23日 - 「中日本興業株式会社」を設立。
- 1955年（昭和30年）11月1日 - 豊田ビル内に「名古屋グランド劇場」を開業。
- 1957年（昭和32年）7月 - 三井ビル北館内に「アロハ映画劇場」「セントラル劇場」を開業。
- 1958年（昭和33年）11月 - 毎日名古屋会館内に「アスター映劇」（後のグランド6）を開業。
- 1960年（昭和35年）7月 - 「アロハ映画劇場」を「テアトル名古屋」に改称。
- 1961年（昭和36年）10月 - 名古屋証券取引所市場第二部に株式を上場。
- 1967年（昭和42年）4月 - 「テアトル名古屋」を「シネラマ名古屋」に改称。
- 1968年（昭和43年）5月 - 連結子会社「中日本商事」を設立。
- 1988年（昭和63年）5月 - 「シネラマ名古屋」「セントラル劇場」を「名古屋ピカデリー1・2」に改称。
- 1991年（平成3年）3月 - マスコットキャラクター「ナッくん」制定[1]。
- 1997年（平成9年）11月 - 「名古屋ピカデリー3」を開業。
- 1998年（平成10年）7月 - 「名古屋ピカデリー4」を開業。
- 2002年（平成14年）1月27日 - 「名古屋グランド1」を閉鎖。
- 2003年（平成15年）
  - 1月 - 「名古屋グランド2 - 6」を閉鎖。
  - 1月30日 - センチュリー豊田ビル内に「名古屋ピカデリー5・6」を開業。
- 2007年（平成19年）
  - 本社機能をミッドランドスクエアに移転。
  - 3月7日 - 松竹と共同運営のシネマコンプレックス「ミッドランドスクエア シネマ」を開業。
- 2008年（平成20年）10月31日 - 「ミッドランドシネマ名古屋空港」を開業。
- 2010年（平成22年）
  - 3月31日 - 「名古屋ピカデリー1 - 4」を閉鎖[2]。
  - 4月1日 - 「名古屋ピカデリー5・6」を「ピカデリー」に改称。
- 2016年（平成28年）
  - 6月30日 - 「ピカデリー」を閉鎖[3][広報 1]。
  - 7月15日 - シンフォニー豊田ビル内に「ミッドランドスクエア シネマ2」を開業[3]。
- 2017年（平成29年）
  - 1月1日 - 松竹温泉 天風の湯を株式会社ツチヤコーポレーションに事業譲渡[広報 2]。
  - 9月1日 - 本社機能を桜通豊田ビルに移転[4]。

## 運営映画館一覧

### ミッドランドスクエア シネマ
2007年（平成19年）3月7日、名古屋市中村区名駅4丁目の『ミッドランドスクエア』 商業棟5階にオープンしたシネマコンプレックス。松竹と共同で運営している。7スクリーン、1,189席。2019年12月20日にスクリーン5に中部地方初のドルビーシネマが導入された。
| スクリーン | 座席数 | 車いす席 | 音響設備    | 映写設備                    |
| ---------- | ------ | -------- | ----------- | --------------------------- |
| 1          | 319    | 2        | 粋-至高-    | RealD 3D Christie RGB Laser |
| 2          | 142    | 2        |             |                             |
| 3          | 171    | 2        |             |                             |
| 4          | 132    | 2        |             |                             |
| 5          | 163    | 2        | DOLBY ATMOS | DOLBY VISION                |
| 6          | 120    | 2        |             | RealD 3D                    |
| 7          | 111    | 2        | SRD-EX      |                             |

### ミッドランドスクエア シネマ2
2016年（平成28年）7月15日、ミッドランドスクエア近くの『シンフォニー豊田ビル』2階にオープンしたシネマコンプレックス。松竹マルチプレックスシアターズと共同で運営。ミッドランドスクエア シネマの新館的位置づけで、スクリーンのナンバリングも続きの「8」からとなっている。7スクリーン、1,016席。
| スクリーン | 座席数 | 車いす席 | 音響設備    | 映写設備 |
| ---------- | ------ | -------- | ----------- | -------- |
| 8          | 296    | 2        | 粋-鼓動-    |          |
| 9          | 167    | 2        | DOLBY ATMOS | RealD 3D |
| 10         | 115    | 2        | DOLBY ATMOS | RealD 3D |
| 11         | 116    | 2        |             |          |
| 12         | 99     | 2        |             |          |
| 13         | 133    | 2        |             |          |
| 14         | 90     | 2        |             |          |

### ミッドランドシネマ 名古屋空港
2008年（平成20年）10月31日、愛知県西春日井郡豊山町にある名古屋空港向いの商業施設『エアポートウォーク名古屋』内にオープンしたシネマコンプレックス。滑走路の見える映画館として話題を集めている。全12スクリーン、1,807席。オープン時、デジタル映写機(DLP)はスクリーン3のみであったが、その後全てのスクリーンに導入された。
| スクリーン | 座席数 | 車いす席 | 音響設備                           | 映写設備 |
| ---------- | ------ | -------- | ---------------------------------- | -------- |
| 1          | 352    | 2        | デジタル5.1ch                      | RealD 3D |
| 2          | 125    | 2        | デジタル5.1ch                      |          |
| 3          | 225    | 2        | デジタル5.1ch                      | RealD 3D |
| 4          | 221    | 2        | デジタル5.1ch / Vsound（22席導入） |          |
| 5          | 105    | 2        | デジタル5.1ch                      |          |
| 6          | 105    | 2        | デジタル5.1ch                      |          |
| 7          | 105    | 2        | デジタル5.1ch                      |          |
| 8          | 105    | 2        | デジタル5.1ch                      |          |
| 9          | 157    | 2        | デジタル5.1ch                      | RealD 3D |
| 10         | 157    | 2        | デジタル5.1ch                      |          |
| 11         | 75     | 2        | デジタル5.1ch                      |          |
| 12         | 75     | 2        | デジタル5.1ch                      |          |

## かつて存在した映画館

### 名古屋グランド劇場
中日本興業最初の映画館として1955年（昭和30年）11月、旧豊田ビル内にオープン。当初は3館体制だったが、1957年（昭和32年）7月、旧毎日ビル地下1階に別館を新設。さらに1997年（平成9年）6月には旧豊田ビル内の旧グランド2を3分割し2館増設したが、豊田・毎日ビル建て替えのため2002年（平成14年）1月27日にグランド1が、2003年（平成15年）1月にグランド2 - 6が閉館。これらに代わる後継映画館として同年1月30日、センチュリー豊田ビル2階に「名古屋ピカデリー5・6」がオープンした。
| 館名      | 所在地          | 座席数（閉館時） | 閉館年月日    | 備考                                                                                  |
| --------- | --------------- | ---------------- | ------------- | ------------------------------------------------------------------------------------- |
| グランド1 | 豊田ビル2階     | 586              | 2002年1月27日 | 2階席もあった大型映画館。 主に渋谷パンテオン・丸の内ルーブル系の 作品を上映していた。 |
| グランド2 | 豊田ビル地下1階 | 191              | 2003年1月20日 | 旧名称は「ロキシー劇場」。 主に東映系の作品を上映していた。                           |
| グランド3 | 豊田ビル地下1階 | 150              | 2003年1月20日 | 主に東宝邦画系作品を上映していた。                                                    |
| グランド4 | 豊田ビル地下1階 | 150              | 2003年1月20日 | 主に丸の内ピカデリー2系作品を上映。                                                   |
| グランド5 | 豊田ビル地下1階 | 101              | 2003年1月29日 | 6館の中で最小規模だった映画館。 主にミニシアター向きの特徴のある 作品を上映していた。 |
| グランド6 | 毎日ビル地下1階 | 185              | 2003年1月29日 | 旧名称は「アスター映劇」。 主に渋谷東急系作品を上映していた。                         |

### 名古屋ピカデリー（三井ビル北館）
1957年（昭和32年）に「アロハ映画劇場」「セントラル劇場」の名称でオープン。1988年（昭和63年）に現館名となる。館名に『ピカデリー』と付いているように、主に松竹・東急系の映画を中心に上映されていたが、末期は東宝系の映画館が近隣から消滅したため、同系の作品も増加した。
ピカデリー1は閉館時時点で愛知県内にある映画館の中で最大規模を誇っていたが、ビルの老朽化と、賃貸人である三井不動産との契約満了に伴い、2010年（平成22年）3月31日を以て4館揃って閉館した。
| 館名        | 所在地          | 座席数（閉館時） | 閉館年月日    | 音響設備（閉館時） |
| ----------- | --------------- | ---------------- | ------------- | ------------------ |
| ピカデリー1 | 三井ビル北館7階 | 600              | 2010年3月31日 | DTS / SRD          |
| ピカデリー2 | 三井ビル北館6階 | 289              | 2010年3月31日 | DTS / SRD          |
| ピカデリー3 | 三井ビル北館6階 | 68               | 2010年3月31日 | DOLBY SR           |
| ピカデリー4 | 三井ビル北館7階 | 71               | 2010年3月31日 | DOLBY SR           |

### ピカデリー（センチュリー豊田ビル）

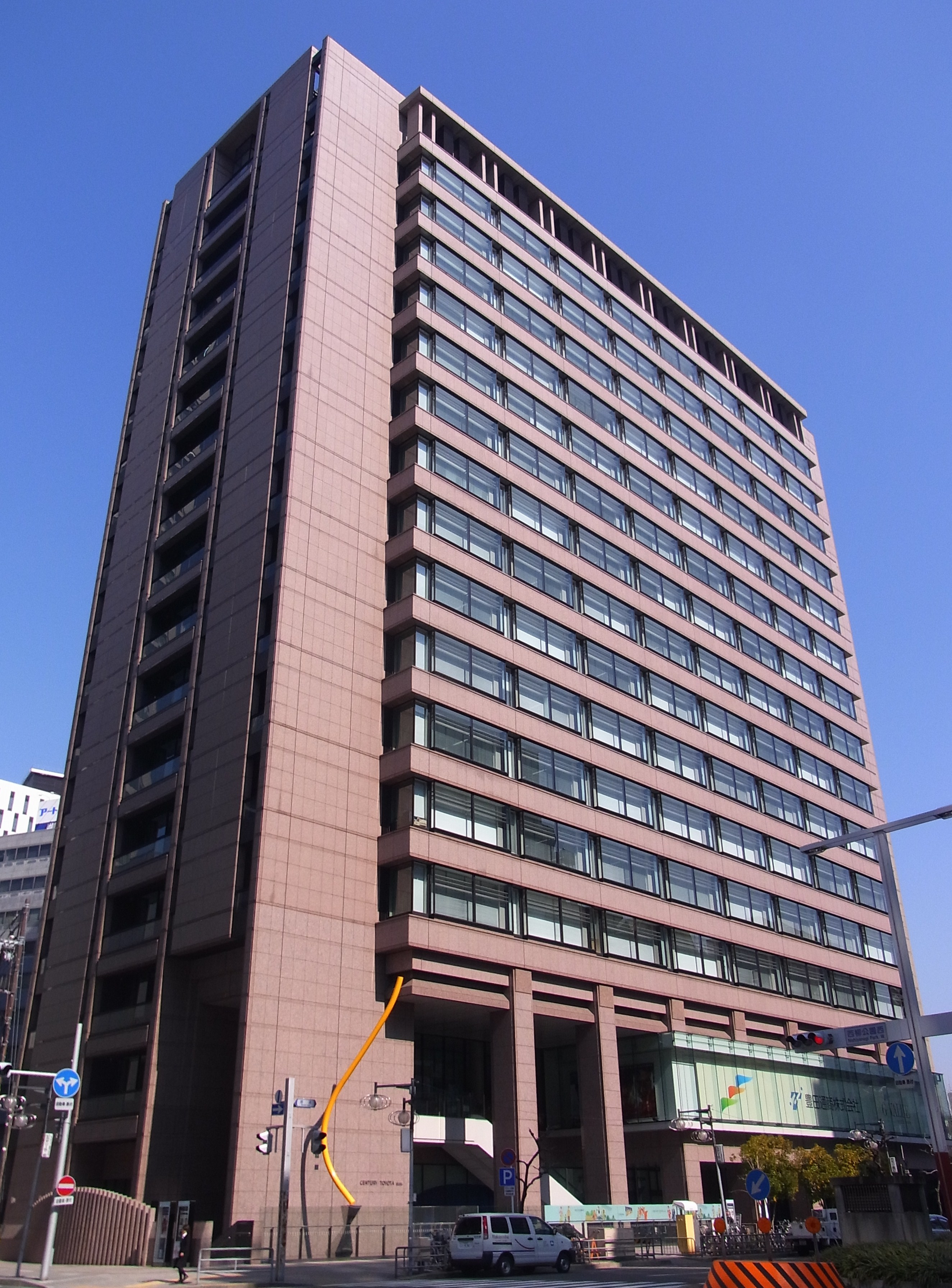
ピカデリーがあったセンチュリー豊田ビル

名古屋グランド劇場の閉館に伴って2003年（平成15年）1月30日に『センチュリー豊田ビル』2階に開業した「名古屋ピカデリー5・6」が前身で、三井ビル北館の「名古屋ピカデリー1・2・3・4」が2010年（平成22年）3月31日に閉館したのに伴い、名称が「ピカデリー」に変更された。2スクリーン、442席。主に東宝と東映の作品を上映。2016年（平成28年）7月の「ミッドランドスクエア シネマ2」の開業に伴い同年6月30日に閉館した。
| スクリーン | 座席数 | 車いす席 | 閉館年月日    | 音響設備 |
| ---------- | ------ | -------- | ------------- | -------- |
| 1          | 219    | 2        | 2016年6月30日 | SRD      |
| 2          | 219    | 2        | 2016年6月30日 | SRD      |

## その他の運営事業
温泉施設
- 大平温泉 天風の湯（名古屋市中川区）

喫茶店
- 覚王山カフェ Ji.Coo.（名古屋市千種区）
- LA BOBINE（名古屋市中村区）

## 関連会社
- ミッドランドスクエアシネマ共同事業体（松竹との共同事業体）
- 中日本エージェンシー（広告代理店）